# Coxapopha diblemma
Coxapopha diblemma är en spindelart som beskrevs av Norman I. Platnick 2000. Coxapopha diblemma ingår i släktet Coxapopha och familjen dansspindlar.
Artens utbredningsområde är Panama. Inga underarter finns listade i Catalogue of Life.